# Montecchia Golf Open 2013
Het Montecchia Golf Open is in 2013 een nieuw golftoernooi op de Europese Challenge Tour. Het wordt gespeeld op de Montecchia Golf Club in Montecchia di Crosara in de provincie Venetië. Het prijzengeld is € 160.000, waarvan € 25.000 naar de winnaar gaat.

## De baan
De golfclub werd in 1988 opgericht en bestaat in 2013 dus 25 jaar. Er is een 18-holes wedstrijdbaan en een 9 holesbaan, beide ontworpen door Tom Macaulay, de voorzitter van de Vereniging van Britse Golfbaanarchitecten. Het is de enige club in de provincie Venetië met 27 holes. De baan is ruim opgezet.

De golfclub ligt op de landerijen van een kasteel uit de 16de eeuw dat altijd in dezelfde familie is gebleven. De huidige eigenaar heeft het enkele jaren geleden geheel gerestaureerd en nu zijn er enkele appartementen in het kasteel, die hij verhuurt. Om het kasteel is een kleine formele tuin.

## Verslag
De par van de baan is 72, maar voor dit toernooi 71. Er doen 156 spelers mee.

### Donderdag: ronde 1
Alweer een toernooi dat door onweer is verstoord. Bijna alle spelers van de middaggroep moeten vrijdag hun ronde afmaken.

Voor Reinier Saxton was dit het eerste toernooi sinds zijn zeven maanden blessuretijd. Hij mag vier toernooien in 'medical extension' spelen, daarna wordt bepaald in welke categorie hij de rest van het jaar zal spelen. Na 12 holes stond hij op -1 en Floris de Vries op +3, toen kwam het onweer. Tim Sluiter was al klaar en stond op -4, en Wil Besseling op -3.
De twee Belgen, Nicolas Vanhootegem en Gael Seegmuller deden het slechter maar zijn nog niet klaar.

### Vrijdag: ronde 1 en 2
Er hing een dikke ochtendmist waardoor ronde 2 pas na 14:30 uur startte. Ook die moest onderbroken worden, in Noord-Italië en Oost-Frankrijk waren hagelbuien met hagelstenen in de maat van een golfbal. Saxton bracht in ronde 2 een mooie score binnen, Besseling niet maar hij haalde toch nog net de cut, die waarschijnlijk -2 wordt.

### Zaterdag: ronde 2 en 3
Eerst moeten 78 spelers ronde 2 nog afmaken. Sluiter stond vrijdag na 6 holes op -2 maar toen hij de ronde zaterdag afmaakte verloor hij vijf slagen. Aan het einde van ronde 2 bleek dat de cut -3 was en dat Besseling net een slag te veel had. Reinier Saxton bleek dus de enige Nederlander te zijn die zich voor het weekend kwalificeerde.
Brooks Koepka verbeterde het baanrecord met een score van 62, en dat gaf hem een voorsprong van zes slagen op de nummers 2.

### Zondag: ronde 4
Weer was er onweer. De eerste partij startte hierdoor pas om 08:25 uur.
In de top veranderde weinig. Koepka bleef leider en won met een grote voorsprong. Domingo bleef 2de hoewel hij twee dubbel bogeys maakte. Reinier Saxton zal ook zeer tevreden zijn met zijn 14de plaats na een afwezigheid van zeven maanden.
- Scores

Tussenstand tijdens spelonderbreking
| Naam                  | Score R1 | Score R1 | Nr   | Score R2 | Score R2 | Totaal | Nr  | Score R3 | Score R3 | Totaal | Nr  | Score R4 | Score R4 | Totaal | Nr  |
| --------------------- | -------- | -------- | ---- | -------- | -------- | ------ | --- | -------- | -------- | ------ | --- | -------- | -------- | ------ | --- |
| Brooks Koepka         | 66       | -5       | T9   | 67       | -4       | -9     | T2  | 62       | -9       | -18    | 1   | 66       | -5       | -23    | 1   |
| Augustin Domingo      | 68       | -3       | T24  | 68       | -3       | -6     | T10 | 64       | -7       | -13    | T2  | 68       | -3       | -16    | 2   |
| Andrea Rota           | 66       | -5       | T9   | 67       | -4       | -9     | T7  | 70       | -1       | -10    | T4  | 68       | -3       | -13    | 3   |
| Stuart Manley         | 70       | -1       | T78  | 68       | -3       | -4     | T   | 68       | -3       | -7     | T23 | 67       | -4       | -11    | 4   |
| Pelle Edberg          | 68       | -3       | T    | 70       | -1       | -4     | T   | 66       | -5       | -9     | T4  | 70       | -1       | -10    | T5  |
| Julien Guerrier       | 68       | -3       | T24  | 65       | -6       | -9     | T2  | 70       | -1       | -10    | T5  | 71       | par      | -10    | T5  |
| Edouard Espana        | 65       | -6       | T3   | 68       | -3       | -9     | T2  | 67       | -4       | -13    | T2  | 75       | +4       | -9     | T7  |
| Jamie Moul            | 65       | -6       | T3   | 67       | -4       | -10    | 1   | 72       | +1       | -9     | T7  | 71       | par      | -9     | T7  |
| Reinier Saxton        | 70       | -1       | T78  | 67       | -4       | -5     | T14 | 68       | -3       | -8     | T13 | 71       | par      | -8     | T14 |
| Charles-Edouard Russo | 64       | -7       | T1   | 69       | -2       | -9     | T2  | 72       | +1       | -8     | T13 | 71       | par      | -8     | T14 |
| Simon Thornton        | 64       | -7       | T1   | 73       | +2       | -5     | T14 | 72       | +1       | -4     | T45 | 71       | par      | -4     | T40 |
| Gareth Shaw           | 65       | -6       | T3   | 68       | -3       | -9     | T2  | 72       | +1       | -8     | T13 | 76       | +5       | -3     | T49 |
| Wil Besseling         | 68       | -3       | T24  | 72       | +1       | -2     | MC  |          |          |        |     |          |          |        |     |
| Tim Sluiter           | 67       | -4       | T16  | 74       | +3       | -1     | MC  |          |          |        |     |          |          |        |     |
| Floris de Vries       | 74       | +3       | T133 | 71       | par      | +3     | MC  |          |          |        |     |          |          |        |     |
| Nicolas Vanhootegem   | 77       | +6       | T148 | 71       | par      | +6     | MC  |          |          |        |     |          |          |        |     |
| Gael Seegmuller       | 83       | +12      | 156  | 77       | +6       | +18    | MC  |          |          |        |     |          |          |        |     |

| Leider |  | Toernooirecord |  | MC = missed cut = cut gemist |  | DQ = disqualified |